# Nekrolog 1715
Nekrolog
◄◄
| ◄
| 1711
| 1712
| 1713
| 1714
| 1715 | 1716 | 1717 | 1718 | 1719 | ► | ►►
Weitere Ereignisse | Allgemeiner Nekrolog 1715
Die Beschreibung der verstorbenen Person sollte so kurz wie möglich gehalten sein und nur deren signifikante Tätigkeit(en) enthalten.
Neue Namen ggf. auch unter dem Geburts- und Sterbedatum, also etwa unter 1. Januar und im Geburts- und Sterbejahr (2024) eintragen (nur bei entsprechender großer Wichtigkeit). Für Beispiele siehe die schon vorhandenen Artikel.
Außerdem über die fünf zuletzt Verstorbenen, zu denen es einen ausreichend guten Artikel für eine Präsentation auf der Hauptseite gibt, nach der todesbedingten Überarbeitung der Artikel ggf. auch unter Wikipedia Diskussion:Hauptseite informieren und sie am besten auch in den anderen Wikipedia-Sprachversionen eintragen. Tipp: Regelmäßig bei news.google.de nach „ist tot“, „gestorben“ oder „verstorben“ suchen.
Wenn eine Person gestorben ist, gibt es viele Seiten zu dieser Person in der Wikipedia, die davon auch betroffen sind und entsprechend aktualisiert werden müssen. Beispiele: Namenübersichtsseite, Geburtsjahr, Geburtsort-Seiten und viele mehr.
Wie finde ich die betroffenen Seiten?
Im Suchfeld auf der linken Seite gibt man den Suchbegriff so ein: „Vorname Nachname“. Dann klickt man auf Volltext und alle Seiten mit entsprechendem Suchtext werden aufgerufen. Hier sieht man dann schnell, wo auch das Todesjahr Sinn macht oder sogar ein Teil des Artikels angepasst werden muss. Auch hilft das „Werkzeug“ auf der linken Seite sehr gut, um solche Seiten aufzufinden: „Links auf diese Seite“. Somit ist die Wikipedia wieder aktuell in allen Bereichen! Hinweis: bei Eintragung der Kategorie „Gestorben JAHR“ wird der Missbrauchsfilter 49 ausgelöst, was jedoch nicht schlimm ist. Siehe: Spezial:Missbrauchsfilter/49
Dies ist eine Liste von im Jahr 1715 verstorbenen bekannten Persönlichkeiten. Die Einträge erfolgen innerhalb der einzelnen Daten alphabetisch sortiert. Tiere sind im Nekrolog für Tiere zu finden.

## Januar
| Tag        | Name                                   | Beruf, bekannt als                                                                                              | Alter | Beleg |
| ---------- | -------------------------------------- | --- | ----- | ----- |
| 7. Januar  | Mary Somerset                          | englische Botanikerin und Adlige                                                                                | 85    |       |
| 7. Januar  | François Fénelon                       | französischer Geistlicher und Schriftsteller                                                                    | 63    |       |
| 8. Januar  | Noël Bouton                            | französischer Adliger und Militär                                                                               | 78    |       |
| 8. Januar  | Johann Friedrich von Seilern           | österreichischer Hofkanzler und Reichsgraf                                                                      |       |       |
| 18. Januar | Samuel Schelwig                        | deutscher Pädagoge und lutherischer Theologe                                                                    | 71    |       |
| 22. Januar | Marc’Antonio Ziani                     | italienischer Komponist                                                                                         |       |       |
| 24. Januar | Martin Conrad Biermann von Ehrenschild | dänischer Etats-, Justiz‐ und Staatsrat, Vize‐ und Zeremoniar der Herrschaft Pinneberg                          |       |       |
| 26. Januar | Veit Hans Schnorr von Carolsfeld       | erzgebirgischer Hammerherr und Gründer von Carlsfeld                                                            | 70    |       |
| 27. Januar | Uri Phoebus ha-Levi                    | niederländisch-jüdischer Verleger                                                                               | 89/90 |       |
| 27. Januar | Kaspar Neumann                         | deutscher lutherischer Theologe, Vertreter der Politischen Arithmetik und Wegbereiter der Bevölkerungsstatistik | 66    |       |

## Februar
| Tag         | Name                                                           | Beruf, bekannt als                                     | Alter | Beleg |
| ----------- | -------------------------------------------------------------- | ------------------------------------------------------ | ----- | ----- |
| 3. Februar  | Gottfried Vopelius                                             | Kantor der Leipziger Stadtschule St. Nikolai           | 70    |       |
| 6. Februar  | Richard Haddock                                                | Offizier der Royal Navy, Politiker im House of Commons |       |       |
| 8. Februar  | Johann Kasimir Röls                                            | deutscher Weihbischof                                  | 68    |       |
| 9. Februar  | David Theodor Lehmann                                          | deutscher Literaturwissenschaftler und Philologe       | 28    |       |
| 12. Februar | Jean-Baptiste Belin                                            | französischer Maler                                    | 61    |       |
| 15. Februar | Leopold Ilsung                                                 | Probst des Augustinerchorherrenstiftes St. Georg       | 63    |       |
| 19. Februar | Antoine Galland                                                | Orientalist                                            | 68    |       |
| 19. Februar | Domenico Egidio Rossi                                          | italienischer Architekt und Baumeister                 | 55    |       |
| 21. Februar | Alexander Johannes Franziskus Ignatius Waldbott von Bassenheim | deutscher Adeliger und Domherr                         | 48    |       |
| 21. Februar | Charles Calvert, 3. Baron Baltimore                            | Lord Proprietor von Maryland                           | 77    |       |
| 25. Februar | Pu Songling                                                    | chinesischer Dichter                                   | 74    |       |
| 28. Februar | Andreas Besen                                                  | deutscher Zimmermeister und Architekt                  |       |       |

## März
| Tag      | Name                                    | Beruf, bekannt als                                                         | Alter | Beleg |
| -------- | --------------------------------------- | -------------------------------------------------------------------------- | ----- | ----- |
| 2. März  | Emmanuel Théodose de la Tour d’Auvergne | französischer Kardinal                                                     | 71    |       |
| 4. März  | Franz von Chemnitz                      | Richter am Wismarer Tribunal                                               | 58    |       |
| 8. März  | Lips Tullian                            | Räuberhauptmann                                                            |       |       |
| 11. März | Nivard Dierer                           | Abt des Stiftes Schlierbach                                                | 72    |       |
| 18. März | Otto Sperling                           | deutsch-dänischer Jurist und Polyhistor                                    | 81    |       |
| 21. März | Johann Baptist von Arco                 | Generalfeldmarschall des Kurfürstentums Bayern im Spanischen Erbfolgekrieg |       |       |
| 22. März | Raymundus Regondi                       | Abt des Stiftes Altenburg                                                  | 62    |       |
| 27. März | August                                  | Herzog von Sachsen-Merseburg-Zörbig                                        | 60    |       |
| März     | William Dampier                         | britischer Freibeuter, dreimaliger Weltumsegler, Entdecker und Geograph    | 63    |       |
| März     | Caspar Schultze                         | deutscher Kupferstecher                                                    |       |       |

## April
| Tag       | Name                                 | Beruf, bekannt als                                                   | Alter | Beleg |
| --------- | ------------------------------------ | -------------------------------------------------------------------- | ----- | ----- |
| 1. April  | Ondraszek                            | Robin Hood der Beskiden, ein Räuber und Volksheld                    |       |       |
| 3. April  | Wilhelm David Habermann              | deutscher Mediziner                                                  |       |       |
| 4. April  | Emanuel von Graffenried              | Schweizer Politiker, Schultheiss von Bern                            |       |       |
| 6. April  | Jacobus Perizonius                   | niederländischer Klassischer Gelehrter                               | 63    |       |
| 10. April | Lebrecht von dem Bussche             | russischer Generalmajor und Gouverneur von Riga                      | 48    |       |
| 10. April | Joachim Friedrich Kornmesser         | Bürgermeister von Berlin (1709–1715)                                 | 74    |       |
| 14. April | Otto von Rosen                       | sächsischer Generalmajor                                             |       |       |
| 16. April | Benedict Calvert, 4. Baron Baltimore | Lord Proprietor von Maryland                                         | 36    |       |
| 16. April | Friedrich                            | Prinz von Sachsen-Weißenfels, Herr auf Dahme, kursächsischer General | 41    |       |
| 17. April | Albrecht Wolfgang                    | Graf zu Hohenlohe-Langenburg                                         | 55    |       |
| 26. April | Christoph Siegmund von Holtzendorff  | polnisch-sächsischer Kammerherr                                      | 43    |       |
| 27. April | Valerian Brenner                     | Baumeister des Vorarlberger Barocks                                  | 63    |       |

## Mai
| Tag     | Name                                | Beruf, bekannt als                                              | Alter | Beleg |
| ------- | ----------------------------------- | --------------------------------------------------------------- | ----- | ----- |
| 2. Mai  | Georg Friedrich Merck               | deutscher Apotheker                                             | 67    |       |
| 8. Mai  | Johann Caspar Seelmatter            | Schweizer evangelischer Geistlicher, Jurist und Hochschullehrer |       |       |
| 8. Mai  | Henning Bernward Witter             | deutscher Theologe                                              | 32    |       |
| 11. Mai | Maria Mancini                       | Mätresse des französischen Königs Ludwig XIV.                   | 75    |       |
| 12. Mai | Johann Christian Adami              | deutscher lutherischer Theologe und Kirchenlieddichter          | 53    |       |
| 17. Mai | Andreas von Gundelsheimer           | deutscher Arzt, Botaniker und Forschungsreisender               |       |       |
| 19. Mai | Charles Montagu, 1. Earl of Halifax | englischer Politiker und Dichter                                | 54    |       |
| 20. Mai | Armand Jean de Vignerot du Plessis  | französischer Hochadliger und Marineoffizier                    | 85    |       |
| 21. Mai | Christophe Ballard                  | französischer Musikverleger                                     | 74    |       |
| 21. Mai | Pierre Magnol                       | französischer Botaniker                                         | 76    |       |
| 21. Mai | Laurentius Weger der Jüngere        | deutscher Philologe                                             | 61    |       |
| Mai     | Franz Caspar Barkhausen             | deutscher Jurist, Bibliothekar und Archivar                     |       |       |
| Mai     | Thomas Savery                       | englischer Ingenieur und Erfinder                               |       |       |

## Juni
| Tag      | Name                        | Beruf, bekannt als                                                  | Alter | Beleg |
| -------- | --------------------------- | ------------------------------------------------------------------- | ----- | ----- |
| 5. Juni  | Daniel Eberlin              | deutscher Kapellmeister und Komponist                               |       |       |
| 11. Juni | Johann Samuel Stryk         | deutscher Rechtswissenschaftler                                     | 47    |       |
| 15. Juni | Euphrosyne Auen             | deutsche Dichterin                                                  | 37    |       |
| 18. Juni | Heinrich Franz von Mansfeld | österreichischer Diplomat, Feldmarschall und Hofkriegsratspräsident | 74    |       |
| 19. Juni | Nicolas Lémery              | französischer Mediziner und Chemiker                                | 69    |       |
| 19. Juni | Alexander von Lüneburg      | Ratsherr der Hansestadt Lübeck                                      | 71    |       |
| 21. Juni | Johannes von Tobolsk        | orthodoxer Bischof und Heiliger                                     | 63    |       |
| 24. Juni | John Partridge              | englischer Astrologe                                                | 71    |       |
| 25. Juni | Jean Baptiste du Casse      | französischer Admiral und Bukanier                                  | 68    |       |

## Juli
| Tag      | Name                              | Beruf, bekannt als                                                                       | Alter | Beleg |
| -------- | --------------------------------- | ---------------------------------------------------------------------------------------- | ----- | ----- |
| 2. Juli  | Hortensia Gugelberg von Moos      | Schweizer Autorin und Ärztin                                                             |       |       |
| 5. Juli  | Charles Ancillon                  | französisch-deutscher Jurist und Diplomat                                                | 55    |       |
| 15. Juli | Maria Clara von Berg-s’Heerenberg | Fürstin von Hohenzollern-Sigmaringen                                                     | 80    |       |
| 15. Juli | Christian Heinrich Weidemann      | deutscher Librettist und Jurist                                                          |       |       |
| 25. Juli | Franz II. Joseph von Lothringen   | Sohn von Herzog Karl V. von Lothringen und Fürstabt der Reichsklöster Stablo und Malmedy | 25    |       |
| 26. Juli | Nicolaus Haas                     | lutherischer Theologe, Pastor und Erbauungsschriftsteller                                | 49    |       |
| 28. Juli | Michael Henck                     | schwedischer Admiral                                                                     | 47    |       |
| 28. Juli | Jakub Kresa                       | böhmischer Mathematiker und Jesuit                                                       | 67    |       |
| 30. Juli | Nahum Tate                        | englischer Dichter und Schriftsteller                                                    |       |       |

## August
| Tag        | Name                                 | Beruf, bekannt als                                                                                                  | Alter | Beleg |
| ---------- | ------------------------------------ | --- | ----- | ----- |
| 1. August  | Johann Ernst IV.                     | Herzog von Sachsen-Weimar und Komponist                                                                             | 18    |       |
| 3. August  | Conrad von Rosen                     | General, Marschall von Frankreich                                                                                   | 86    |       |
| 8. August  | Just Juel                            | dänischer Admiral und Diplomat                                                                                      | 50    |       |
| 9. August  | Johann Nikolaus Quistorp             | deutscher evangelischer Theologe, Superintendent und Hochschullehrer                                                | 64    |       |
| 16. August | Johann Gregor Fuchs                  | deutscher Architekt und Baumeister des Barock                                                                       |       |       |
| 16. August | Marie Elisabeth von Hessen-Darmstadt | Herzogin von Sachsen-Römhild                                                                                        | 59    |       |
| 16. August | Raymond Vieussens                    | französischer Anatom                                                                                                |       |       |
| 17. August | Hannibal Germanus von Schmertzing    | königlich-polnischer und kurfürstlich-sächsischer Kammerherr, Oberhofmeister und Amtshauptmann der Ballei Thüringen | 54    |       |
| 21. August | Johanna Magdalena von Hanau          | deutsche Gräfin | 54    |       |

## September
| Tag           | Name                              | Beruf, bekannt als                                                                          | Alter | Beleg |
| ------------- | --------------------------------- | ------------------------------------------------------------------------------------------- | ----- | ----- |
| 1. September  | François Girardon                 | französischer Bildhauer                                                                     | 87    |       |
| 1. September  | Ludwig XIV.                       | König von Frankreich (1643–1715)                                                            | 76    |       |
| 2. September  | Constantin Christian Dedekind     | deutscher Dichter und Komponist                                                             | 87    |       |
| 2. September  | Marcus Dornblüth                  | Bürgermeister von Dresden                                                                   | 73    |       |
| 3. September  | Albert Octave t’Serclaes de Tilly | spanischer Kriegsrat und Generalfeldmarschall, Vizekönig von Navarra, Aragon und Katalonien | 68    |       |
| 6. September  | Basilius Petritz                  | Kreuzkantor in Dresden                                                                      |       |       |
| 10. September | Nicolò Partenio Giannettasio      | italienischer Jesuit, Universalgelehrter und neulateinischer Dichter                        | 67    |       |
| 14. September | Dom Pérignon                      | französischer Benediktinermönch und Kellermeister                                           |       |       |
| 23. September | Morikawa Kyoriku                  | japanischer Haiku-Dichter                                                                   | 58    |       |
| 24. September | Wilhelm Homberg                   | deutscher Naturforscher                                                                     | 63    |       |
| 27. September | Thomas Burnet                     | englischer Autor und Theologe                                                               |       |       |

## Oktober
| Tag         | Name                            | Beruf, bekannt als                                       | Alter | Beleg |
| ----------- | ------------------------------- | -------------------------------------------------------- | ----- | ----- |
| 6. Oktober  | Melchior Hoffmann               | deutscher Komponist                                      |       |       |
| 6. Oktober  | Wolf Philipp von Schrottenberg  | Beamter im Hochstift Bamberg                             |       |       |
| 8. Oktober  | Moyse Garrigue                  | Juwelier und Händler                                     |       |       |
| 9. Oktober  | Albert Ernst von Wartenberg     | Weihbischof in Regensburg, Historiker                    | 80    |       |
| 13. Oktober | Nicolas Malebranche             | französischer Philosoph und Mönch ohne Ordensgelübde     | 77    |       |
| 15. Oktober | Humphry Ditton                  | englischer Theologe und Mathematiker                     | 40    |       |
| 15. Oktober | Friedrich von Heyden            | kurbrandenburgisch-preußischer General der Infanterie    |       |       |
| 17. Oktober | Ernst                           | Herzog von Sachsen-Hildburghausen                        | 60    |       |
| 17. Oktober | Johann Christoph von Urbich     | Geheimer Rat, dänischer Botschafter und Minister in Wien | 62    |       |
| 20. Oktober | Meinrad II.                     | Fürst von Hohenzollern-Sigmaringen (1689–1715)           | 41    |       |
| 28. Oktober | Giovanni Battista Ciceri        | italienischer Maler und Dekorateur                       |       |       |
| 28. Oktober | Florentin Streckfuß             | österreichischer Metall- und Glockengießer               |       |       |
| 30. Oktober | Juliane Louise von Ostfriesland | Prinzessin von Ostfriesland                              | 57    |       |

## November
| Tag          | Name                                              | Beruf, bekannt als                                                                                  | Alter | Beleg |
| ------------ | ------------------------------------------------- | --------------------------------------------------------------------------------------------------- | ----- | ----- |
| 2. November  | Charlotte Christine von Braunschweig-Wolfenbüttel | Mutter des russischen Zaren Peter II.                                                               | 21    |       |
| 6. November  | Emetullah                                         | Lieblingsgemahlin Mehmed IV. und die Mutter der zwei osmanischen Sultane Mustafa II. und Ahmet III. |       |       |
| 10. November | Gottfried Olearius                                | deutscher Philologe und evangelischer Theologe                                                      | 43    |       |
| 16. November | Christian Albrecht von Grothusen                  | deutscher Soldat in schwedischen Diensten                                                           | 35    |       |
| 24. November | Hedwig Eleonora von Schleswig-Holstein-Gottorf    | schwedische Königin                                                                                 | 79    |       |
| 27. November | Johann Volckmar                                   | deutscher evangelisch-lutherischer Geistlicher, Hauptpastor an St                                   | 55    |       |
| 30. November | Christian Heuchelin                               | deutscher Librettist und Jurist                                                                     |       |       |

## Dezember
| Tag          | Name                                                | Beruf, bekannt als                                                                              | Alter | Beleg |
| ------------ | --------------------------------------------------- | ----------------------------------------------------------------------------------------------- | ----- | ----- |
| 4. Dezember  | Karl III. Joseph von Lothringen                     | Bischof in Olmütz (1695–1711), Bischof von Osnabrück (1698–1715); Bischof von Trier (1711–1715) | 35    |       |
| 7. Dezember  | Dorothea Katharina von Pfalz-Birkenfeld-Bischweiler | Gräfin von Nassau-Ottweiler                                                                     | 81    |       |
| 9. Dezember  | Gabriel von Kühlen                                  | preußischer Generalmajor und Chef der preußischen Artillerie                                    |       |       |
| 14. Dezember | Thomas Dongan, 2. Earl of Limerick                  | Gouverneur der englischen Kolonie New York                                                      |       |       |
| 16. Dezember | Ulrich Carl von Bassewitz                           | deutsch-schwedischer General im Großen Nordischen Krieg                                         | 36    |       |
| 22. Dezember | Maurus Corker                                       | englischer Benediktiner, Abt von Lamspringe                                                     |       |       |
| 28. Dezember | Folbert van Alten-Allen                             | niederländischer Vedoutenmaler                                                                  |       |       |
| 28. Dezember | Joanna Koerten                                      | niederländische Künstlerin                                                                      | 65    |       |
| 30. Dezember | Johann Jakob Chuno                                  | deutscher Archivar                                                                              |       |       |

## Datum unbekannt
| Tag | Name                        | Beruf, bekannt als                                                           | Alter | Beleg |
| --- | --------------------------- | ---------------------------------------------------------------------------- | ----- | ----- |
|     | Filippo Abbiati             | italienischer Maler                                                          |       |       |
|     | Petros Bereketis            | griechisch-orthodoxer Kirchenmusiker                                         |       |       |
|     | Norbert Bicker              | Abt des Klosters Wedinghausen                                                |       |       |
|     | Stephan Brodmann            | deutscher katholischer Priester                                              |       |       |
|     | Jan Abraham von Gehema      | deutscher Arzt und Heraldiker                                                |       |       |
|     | Johann Hornung              | deutsch-baltischer Sprachwissenschaftler                                     |       |       |
|     | Mir Wais Hotak              | Gründer der Hotaki-Dynastie                                                  |       |       |
|     | Jan Erasmus Quellinus       | flämischer Maler                                                             |       |       |
|     | Ragnheiður Jónsdóttir       | isländische Gestalterin von Stickmotiven, Frau des Bischofs Gísli Þorláksson |       |       |
|     | Joseph Raphson              | englischer Mathematiker                                                      |       |       |
|     | Johann Rieder               | erster Hof- und Leibschiffmeister des Kurfürstentums Bayern                  |       |       |
|     | Michael Ludwig Anton Rohrer | Baumeister                                                                   |       |       |
|     | Jakob Schöpf                | deutscher Kunstschreiner und Bildhauer                                       |       |       |
|     | Antonio Sebastián de Toledo | Vizekönig von Neuspanien                                                     |       |       |
|     | Richard Waller              | englischer Naturforscher, Übersetzer und Illustrator                         |       |       |
|     | Wang Yuanqi                 | chinesischer Maler                                                           |       |       |